# 4613 Mamoru
4613 Mamoru (1990 OM) là một tiểu hành tinh vành đai chính được phát hiện ngày 22 tháng 7 năm 1990 bởi K. Watanabe ở JCPM Sapporo.